# Clara (Plantae)
Clara, rod saburovki, dio porodice šparogovki. Pripadaju mu tri priznate vrste raširene po sjeveroistočnoj Argentini, Paragvaju, Urugvaju i južnom Brazilu.

## Vrste
1. Clara gracilis R. C. Lopes & Andreata
2. Clara ophiopogonoides Kunth
3. Clara stricta (L. B. Sm.) R. C. Lopes & Andreata